# Moina weismanni
Moina weismanni är en kräftdjursart som beskrevs av Ishikawa 1897. Moina weismanni ingår i släktet Moina och familjen Moinidae. Inga underarter finns listade i Catalogue of Life.